# Panic / Tainted Love
«Panic / Tainted Love» (с англ. — «„Паника“ / „Порочная любовь“») — дебютный сингл британской экспериментальной группы Coil; единственный сингл с их дебютного полноформатного студийного альбома Scatology 1984 года, первый музыкальный релиз, выпущенный в поддержку больных ВИЧ-инфекцией. Сингл впервые вышел весной 1985 года на 12-дюймовых виниловых дисках в Великобритании и позднее в США; впоследствии сингл неоднократно переиздавался на компакт-дисках.
Сторона «А» сингла, спродюсированного группой совместно с Джимом Тёрлуэллом, содержит ремикшированную версию песни «Panic», появившейся в оригинальном варианте на Scatology; основными идеями композиции выступают инициирующий подход к опыту и использование страха как инструмента воздействия на слушателя. Сторона «Б» содержит композицию «Tainted Love» — сильно изменённую кавер-версию одноимённой песни Эда Кобба, получившей известность в исполнении дуэта Soft Cell. Новая кавер-версия явилась ответом музыкантов на распространившуюся в начале 1980-х годов эпидемию СПИД. На «Tainted Love» был выпущен видеоклип, поставленный Питером Кристоферсоном и отмеченный участием Марка Алмонда; вызвавший неоднозначную реакцию во времена выхода сингла, видеоклип впоследствии вошёл в собрание Нью-Йоркского музея современного искусства.

## «Panic»
Песня «Panic», — второй трек на альбоме Scatology в обоих его вариантах (для грампластинок и CD), — была написана и спродюсирована Джоном Бэлансом и Питером Кристоферсоном при участии Джима Тёрлуэлла. Характерная «яростной праздничной вакханалией», «Panic» начинается как «обыкновенный дэнс-поп-номер», но уже через некоторое время представляет слушателю «звуковой кошмар», в котором прослеживается попытка воспроизвести состояние паникующего человека. В музыкальном плане песня содержит сильно обработанную гитарную партию с применением фидбэка, «дикий» вокал Джона Бэланса и ритмичную партию драм-машины. Песня заканчивается вокалом, повторяющим «The only thing to fear is fear itself…» (с англ. — «Боимся одного — страха самого»); позднее в 1997 году Бэланс, комментируя эту строку для буклета сборника Unnatural History III, признавался, что в «эти дни» (во времена выпуска вышеназванного сборника) он «всего боялся», вопреки написанному в строке.
Примечания к альбому Scatology содержат развёрнутый комментарий, касающийся «Panic»; музыкант и исследователь Томас Бэй Уильям Бэйли приписывает его авторство Бэлансу. По словам Бэланса, смысл песни заключается в заведомом возбуждении к состояниям, обычно считающимся безумными и опасными; в использовании страха как ключа для вдохновения. Кроме этого Бэланс пишет о так называемом «убиении наоборот» (“a murder in reverse”) — проведении «операции на собственной душе», необходимой для восстановления целостности бытия. Эта же мысль излагается на конверте сингла и позднее в так называемом «Журнале Coil» (A Coil Magazine), опубликованном в 1987 году; составители «Журнала» описали текст песни как гимн богу Пану, олицетворяющему «торжество освобождающей силы хаоса»; это же отмечает журналист Дэвид Кинан, который называет в качестве основной тему инициирующего подхода к опыту, ставшую, как он пишет, традиционной в последующем творчестве Coil.
На сторону «А» сингла, — так называемую «Эту сторону» (This Side), — помещена ремикшированная версия песни, расширенная до семи с половиной минут; её предваряет инструментальная композиция «Aqua Regis», считающаяся реструктурированной версией «Panic». В составлении ремикса на «Panic» принял участие контрабасист Билл Макджи — участник группы Марка Алмонда Marc and the Mambas. Так называемый «дионисийский ремикс» (“the Dionysian remix”) представляет собой «довольно странное и аляповатое сооружение» — монтаж материала проводился с использованием цифровой 3⁄4-дюймовой видеосистемы; в разговоре с Джоном Уитни для Brainwashed Бэланс сообщал: «Мы [Coil] монтировали звук в „цифре“ с помощью видео[системы], чего никогда раньше не делали; но это нормально, потому что мы сделали это тогда».

## «Tainted Love»

### Композиция
На оборотную, — так называемую «Другую» (Other Side), — сторону сингла была помещена кавер-версия песни Эда Кобба «Tainted Love», впервые записанной в исполнении Глории Джонс в 1964 году и ставшей хитом в более позднем, — 1981 года, — исполнении дуэта Soft Cell; в исполнении Coil «Tainted Love», — «осквернительная, но при том чувствительная» — стала ответом на набиравшую обороты эпидемию СПИД, на что указывают как исследователи и критики, так и сами музыканты; в интервью для издания Convulsion в 1992 году Кристоферсон говорит о «Tainted Love» как об «одной из первых записей, которые имели не просто развлекательный аспект, но и аспект моральный».
Аранжировка для версии Coil очень сильно изменена по сравнению с предшествующим вариантом Soft Cell — по формулировке Джима Фура́, «международный гимн» в исполнении Soft Cell после деконструкции Coil стал «элегией по сексу» — и приближена по звучанию к треку «At the Heart of it All» с Scatology. Партия вокала в исполнении Бэланса, — по определению Д. Кинана одна из наиболее душераздирающих в его творчестве, — идёт практически а капелла, за исключением использования синтезаторов и «оркестровых» ударных; темп по сравнению с версией Soft Cell замедлен в несколько раз, чтобы произвести на слушателя «устрашающее» впечатление. В некрологе Кристоферсона на сайте Brainwashed Тёрлуэлл пишет, что ему показался невыразительным вокал Бэланса; в связи с этим он попросил Кристоферсона зайти в вокальный стенд вместе с Бэлансом, а после этого завести последнему руку за спину и удерживать в таком положении, чтобы придать исполнению «немного боли»; идея Тёрлуэлла нашла поддержку, вследствие чего вокал изменился в лучшую сторону.

## Выпуск
Сингл «Panic / Tainted Love» был впервые выпущен в Великобритании в 1985 году, вскоре после выхода Scatology; распространением сингла совместно занимались лейблы Force & Form и K.422. Первый выпуск сингла тиражом 1000 экземпляров был отпечатан на красных пластинках в текстурированном конверте; последующие выпуски печатались на чёрных пластинках. Все доходы от продажи сингла переходили в благотворительный фонд имени Терренса Хиггинса. Некоторые экземпляры сингла содержали также вкладыш в формате A4, на одной стороне которого была помещена реклама сингла и альбома Scatology, а на другой — список других релизов Some Bizzare Records. Как сообщает Бэланс в материале фэнзина The Lizard в 1995 году, дизайн для обложки сингла был разработан художником Эдди Кэйрнсом (Eddie Cairns) — близким другом музыкантов, умершим от СПИД.
Выпуск сингла в США был лицензирован лейблом Wax Trax! Records и сопровождался трудностями, связанными с содержанием видеоклипа на «Tainted Love». В частности, занимавшаяся дистрибуцией видео фирма Access Video, базировавшаяся в Сан-Франциско, объявила бойкот продукции Wax Trax! (в том числе релизов групп Front 242 и Ministry) из-за «антигейского» содержания клипа; посвященное этому письмо от содиректора фирмы Джорджа Феррена (George Ferren) на адрес главы Wax Trax! Джима Нэша (Jim Nash), датированное 25 июня 1985 года, было включено в «Журнал Coil».
Альбомная версия песни в вошла в сборник «Пособие для кончающих: Волос Злата» 2001 года и позднее в двойной сборник The Golden Hare With a Voice of Silver 2002 года. Композиции «Aqua Regis» (в незначительно изменённом варианте) и «Tainted Love» вошли на CD-издания альбома Scatology в 1988 и 2001 годах. В 2015 году сингл был переиздан лейблом Threshold Archives с рядом дополнительных треков.

## Отзывы
Обозреватель журнала New Musical Express Крис Бон (под псевдонимом Биба Копф), упоминая «Panic» в своей рецензии на Scatology, пишет о ней как об «обряде прохождения через развалины»; изложенную на конверте альбома мысль об использовании страха как «ключа для вдохновения» Бон находит странной, считая, что использование страха как слабительного было бы более полезным для поддержания слушателя в «ауре» всей пластинки. Также песню упоминает Пол Лемос в рецензии на Scatology для журнала Unsound; как отмечает Лемос, «Panic», наряду с «The Spoiler», посредством «непрестанных танцевальных ритмов» добивается от слушателя физического ответа — «работы мозга в сторону углубления и размышления».
Музыкант Юджин Чадборн в ретроспективном обзоре для портала AllMusic поставил синглу оценку 2,5 звезды из 5. Отмечая существенную разницу между материалом сингла и ранее вышедшего мини-альбома How to Destroy Angels, рецензент указывает, что пластинка привлекает све́дением «несоизмеримых» и не везде ожидаемых элементов. Ремикс на «Panic» в обзоре характеризуется как «представление, наполненное возбуждающим удовольствием сотрудничества», в котором слушатель может найти моменты как «до смерти заезженные», так и наоборот — слишком оригинальные в общем контексте; отмечается участие Билла Макджи, добавляющее «нечто особенное» к вокалу Бэланса и семплам инструментов — с позиции Чадборна, типичных для своего времени. Кавер-версия «Tainted Love», с точки зрения Чадборна, представляется «унылой», при всей её известности.

## Списки композиций
Композиция «Aqua Regis» написана Джоном Бэлансом и Питером Кристоферсоном.
Песня «Panic» написана Джоном Бэлансом, Питером Кристоферсоном и Джимом Тёрлуэллом.
Песня «Tainted Love» написана Эдом Коббом.
| №                   | Название            | Длительность |
| ------------------- | ------------------- | ------------ |
| 1.                  | «Aqua Regis»        | 2:27         |
| 2.                  | «Panic»             | 7:31         |
| 3.                  | «Tainted Love»      | 5:52         |
| Общая длительность: | Общая длительность: | 15:50        |

| №                   | Название            | Длительность |
| ------------------- | ------------------- | ------------ |
| 1.                  | «Aqua Regis»        | 2:25         |
| 2.                  | «Panic»             | 7:38         |
| 3.                  | «Tainted Love»      | 5:52         |
| Общая длительность: | Общая длительность: | 15:58        |

| №                   | Название                      | Длительность |
| ------------------- | ----------------------------- | ------------ |
| 1.                  | «Aqua Regis»                  | 2:28         |
| 2.                  | «Panic» (Extended Remix)      | 7:39         |
| 3.                  | «Tainted Love»                | 5:55         |
| 4.                  | «Restless Day»                | 4:48         |
| 5.                  | Без названия                  | 0:27         |
| 6.                  | «Neither His Nor Yours»       | 2:53         |
| 7.                  | «Panic» (Alt Mix 1 - Cello)   | 4:11         |
| 8.                  | «Panic» (Alt Mix 2 - Guitar)  | 4:22         |
| 9.                  | «Tiny Birds»                  | 3:46         |
| 10.                 | «Circles of Mania» (Early)    | 3:08         |
| 11.                 | Без названия                  | 4:26         |
| 12.                 | «Ice»                         | 5:40         |
| 13.                 | «Tainted Love» (Sleazy Vocal) | 6:33         |
| Общая длительность: | Общая длительность:           | 56:16        |

## Участники записи
- Джон Бэланс — вокал (треки 2 и 3 сингла), гитара (трек 2), перкуссия (трек 3), сопродюсер;
- Питер Кристоферсон — программирование и семплер (все треки), клавишные (трек 3), сопродюсер;
- Джим Тёрлуэлл[~ 11] — программирование и семплер (все треки), сопродюсер;
- Билл Макджи (Bill McGee) — контрабас (трек 2);
- Филт Спектор (Filth Spektor) — аранжировка струнных[~ 12] (трек 3);
- Уорн Ливси[англ.] — звукоинженер;
- Мартин Филлипс (Martyn Phillips) — звукоинженер ремикширования (трек 2).

### Комментарии
1. ↑  Текст буклета сборника Unnatural History III, наоборот, указывает «Tainted Love» как основной трек сингла на стороне «А», а сингл-версию «Panic» — как помещённую на сторону «Б»[1].
2. ↑  В различных публикациях релиз упоминается под названиями «Panic / Tainted Love»[3], «Panic»[2][4] либо «Tainted Love»[1][5], в зависимости от формулировок.
3. ↑  Одни источники трактуют релиз как сингл[6][7], тогда как другие — как мини-альбом[цит. 1][2][3].
4. ↑  В оригинальных выпусках альбома для грампластинок данный текст помещён на лицевую сторону внешнего конверта; в последующих переизданиях на CD этот же текст помещён в буклет.
5. ↑  «Царская водка» — лат..
6. ↑  Выражение, использованное в описании композиции в буклете сборника Unnatural History III; сам Бэланс, однако, говорил в комментарии для Brainwashed, что «не всё есть дионисийское»[17].
7. ↑  Недолго просуществовавший лейбл Force & Form (см. профиль (англ.) на сайте Discogs) был основной площадкой Coil в 1984 — 1986 годах; в частности, на нём были выпущены альбомы Scatology и Horse Rotorvator, а также синглы с этих альбомов («Panic» и «The Anal Staircase»).
 Лейбл K.422 (см. профиль (англ.) на сайте Discogs) был дочерним предприятием Some Bizzare Records — с последним Coil активно сотрудничали в указанный период[29]  — и занимался дистрибуцией релизов Force & Form.
8. ↑  Выпущен в 1990 году.
9. ↑  Переиздание 1994 года.
10. ↑  Переиздание 2015 года с дополнительными треками
11. ↑  Под псевдонимом Клинт Руин (Clint Ruin).
12. ↑  По тексту на конверте сингла — «деранжировки струнных» (string derangements)[40].

### Цитаты
1. 1 2 3  «В апреле выходит 12-дюймовая [пластинка] с деструктурированной версией [песни] „Panic“, на которую также вошли короткая композиция под названием „Aqua Regis“ и наша версия „Tainted Love“ — осквернительная, но при том чувствительная. В этот релиз вкладывается новый смысл, потому как все доходы с продажи этого мини-альбома будут жертвоваться в пользу исследования СПИД через фонд имени Терренса Хиггинса.»[31]Оригинальный текст (англ.)April sees the release of a 12" -a de-structured version of Panic, coupled with a short track called "Aqua Regis" and our desecratory but sensitive (!) version of "Tainted Love". A new slant is given to this title since all profits from this EP are being donated to AIDS counciling via the Terrence Higgins Trust.
2. 1 2 3  «…Отсюда мы тут же впадаем в „Панику“, которая начинается как обыкновенный дэнс-поп-номер, пока не становится ясно, — в течение следующих тридцати секунд, — что перед вами звуковой кошмар, состоящий из ритмичных, танцевальных драм-машин с „вихрем“ синтезаторов и сильно обработанных гитар. Вероятно, что группа (она же проект) пыталась воссоздать душевное состояние паникующего человека (даже при том, что музыканты продолжают петь: „The only thing to fear is fear itself…“).»[11]Оригинальный текст (англ.)[...] From there we immediately fall upon 'Panic', which starts as an ordinary drum machine driven dance-pop number, only for you to discover within the next thirty seconds that it's actually a sonic nightmare of rhythmic, danceable drum machines with a swirl of synthesizers and wildly treated guitars around it - probably to try and recreate the mental state of a panicking person (even if the band, er, 'project' keep singing 'the only thing to fear is fear itself' all the time).